# Ginástica nos Jogos Asiáticos de 1978
A ginástica nos Jogos Asiáticos de 1978 teve sua edição realizada na cidade de Bangkok, na Tailândia, com as disputas da ginástica artística.

## Eventos
- Individual geral masculino
- Equipes masculino
- Solo masculino
- Barra fixa
- Barras paralelas
- Cavalo com alças
- Argolas
- Salto sobre a mesa masculino
- Individual geral feminino
- Equipes feminino
- Trave
- Solo feminino
- Barras assimétricas
- Salto sobre a mesa feminino

## Medalhistas
| Evento              | Ouro                              | Prata                                | Bronze               |
| Masculino           |                                   |                                      |                      |
| Equipes             | CHN                               | JPN                                  | KOR                  |
| Individual geral    | CHN Tsai Huantsang                | CHN Hsiung Sungliang                 | CHN Li Yuejui        |
| Solo                | CHN Li Yuehchiu                   | CHN Peng Yaping                      | KOR Kim Hwi-Chul     |
| Cavalo com alças    | CHN Tsai Huantsang                | JPN Shinzo Shiraishi                 | PRK Han Gwan-Song    |
| Argolas             | PRK Gwang Jin-Kim CHN Huang Yubin | nenhum                               | JPN Teruichi Okamura |
| Salto sobre a mesa  | JPN Junichi Kitagawa              | JPN Toshiomi Nishikii                | CHN Hsiung Sungliang |
| Barras paralelas    | JPN Junichi Kitagawa              | CHN Tsai Huantsang                   | CHN Chen Feipan      |
| Barra fixa          | JPN Junichi Kitagawa              | CHN Li Yuehchiu JPN Haruyasu Taguchi | nenhum               |
| Feminino            |                                   |                                      |                      |
| Equipes             | CHN                               | PRK                                  | JPN                  |
| Individual geral    | CHN Tsai Huantsang                | CHN Hsiung Sungliang                 | CHN Li Yuejui        |
| Salto sobre a mesa  | PRK Choe Jong-Sil                 | PRK Chung Jin-Ai                     | CHN Ma Wenchu        |
| Barras assimétricas | CHN Ma Yanhong                    | CHN Chu Cheng                        | PRK Jing Hyang-Suk   |
| Trave               | CHN Chu Cheng                     | KOR Park Jung-Sook                   | CHN Liu Yachun       |
| Solo                | CHN Ma Wenchu                     | CHN Wang Ping                        | JPN Yaoi Kano        |

## Quadro de medalhas
| Ordem | País            | Medalha de ouro | Medalha de prata | Medalha de bronze |    |
| ----- | --------------- | --------------- | ---------------- | ----------------- | -- |
| 1     | China           | 10              | 7                | 6                 | 23 |
| 2     | Japão           | 3               | 4                | 3                 | 10 |
| 3     | Coreia do Norte | 2               | 2                | 2                 | 6  |
| 4     | Coreia do Sul   |                 | 1                | 2                 | 3  |
| TOTAL | TOTAL           | 15              | 14               | 13                | 43 |